# Jonathan Hutchinson

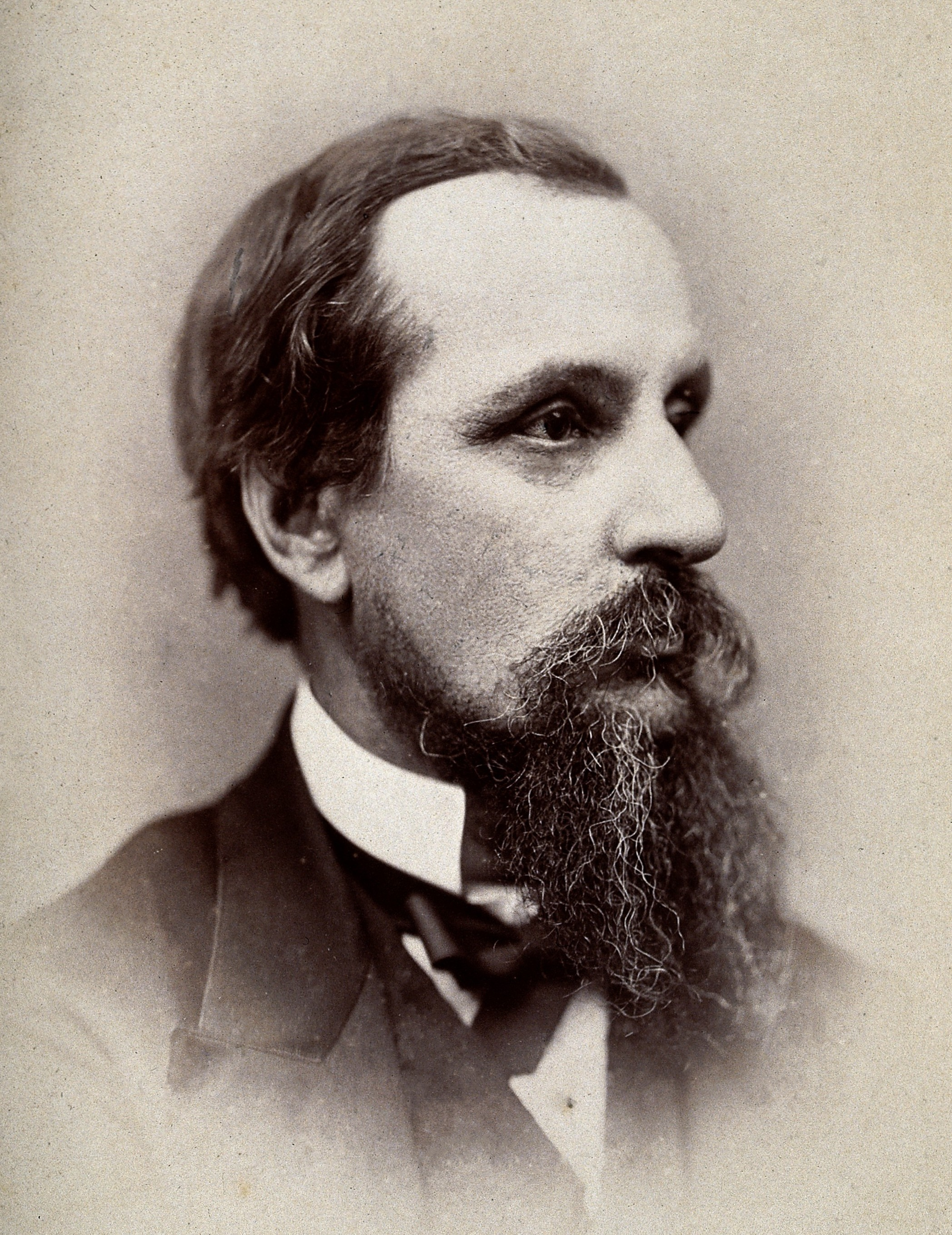

Sir Jonathan Hutchinson (Selby, North Yorkshire, 23 de julho de 1828 —  Haslemere, Surrey, 23 de junho de 1913) foi um cirurgião, oftalmologista, dermatologista, e patologista inglês. Seus pais pertenciam à Sociedade Religiosa dos Amigos (Quakers). 
Ele descobriu umas das doenças mas raras do mundo, a Progéria.